# Manhã Gazeta
Manhã Gazeta foi um programa de televisão brasileiro exibido pela TV Gazeta. 
Foi extinto em 30 de março de 2012, devido à rescisão do contrato da apresentadora Claudete Troiano com a TV Gazeta.

## História
Estreou no dia 13 de julho de 2009 no lugar do Pra Você. Foi exibido de segunda à sexta-feira pela manhã. As apresentadoras faziam da seguinte forma: Claudete Troiano das 9h às 11h10 e Ione Borges das 11h10 às 13h10. As duas já apresentaram juntas por 16 anos o programa Mulheres da mesma emissora, mas ainda eram chamadas de parceirinhas.
Em 25 de junho de 2010, Ione Borges deixou o comando do Manhã Gazeta para se dedicar a família e por estar cansada de ter um programa diário há quase 30 anos, podendo voltar ao ar em breve em um programa semanal de variedades na faixa noturna com a mudança de grade de programação da emissora. A parceria entre elas se desfez pela segunda vez. Com o susto, durante os dias 28 de junho a 9 de julho, Regiane Tápias assumia as mais de quatro horas da revista eletrônica e acertavam o contrato com Olga Bongiovanni.
A partir do dia 12 de julho de 2010 começou a ser comandado o programa da seguinte forma: das 9h às 11h por Olga Bongiovanni e das 11h às 13h10 por Claudete Troiano.
Em 24 de junho de 2011, Olga deixa o comando da atração gerando algumas mudanças na emissora. O programa Você Bonita passa a ser exibido das 9h45 às 11h00 e depois, 11h00 às 13h10 somente por Claudete. Ficou no ar até 30 de março de 2012 devido à rescisão do contrato de Claudete, devido à grade da emissora sofrer uma reformulação com a estreia do Revista da Cidade com Regiane Tápias de segunda a sexta das 11h às 12h30.
No programa do dia 14 de setembro de 2011, Claudete Troiano cometeu uma gafe ao mandar um beijo para a atriz Leila Lopes, sem saber que ela havia falecido em 2009.

## Elenco
- Jornalismo: O programa contava, desde a estreia, com a participação no jornalismo de Anna Paola Fragni e eventualmente por Luciana Camargo ou por Luciana Magalhães, que falava sobre as notícias do Brasil e do mundo a cada 30 minutos do programa.
- Esporte: Sempre a primeira atração do segundo bloco com Claudete às 12h00, um jornalista do departamento de esporte contava tudo sobre o mundo dos esportes e principalmente do futebol.
- Culinária: Quadro de culinária prática, com os produtos do Bestshoptv, apresentado por Viviane Romanelli, todas às terças-feiras; todos os dias, receitas práticas com o Chef Allan Vila Espejo.
- Artesanato:  Todas às terças e quintas, aulas de artesanato com a Professora Carol Guaraldo.
- Fofocas:  Todas às quartas, notícias dos famosos com o colunista Marcelo Bandeira.

### Curiosidades
Ficou no ar até 30 de março de 2012 devido à rescisão do contrato de Claudete, devido à grade da emissora sofrer uma reformulação com a estreia do Revista da Cidade com Regiane Tápias de segunda a sexta das 11h às 12h30.
O programa ainda contava com os seguintes quadros: Delícias do Chef com o Chef Allan Vila Espejo e Com Fofocas com Marcelo Bandeira.

### Apresentadoras
- Claudete Troiano - 13 de julho de 2009 à 30 de março de 2012
- Ione Borges - 13 de julho de 2009 à 25 de junho de 2010
- Olga Bongiovanni - 12 de julho de 2010 à 24 de junho de 2011

### Apresentadoras eventuais
- Claudia Pacheco
- Regiane Tápias
- Carol Minhoto